# Eduardo Rodríguez (ingeniero)
Eduardo Rodríguez (Madrid, 1815 - Madrid, 21 de junio de 1881) fue un ingeniero y físico español.

## Biografía
Fue un ingeniero procedente de las Escuelas profesionales de París. Llegó a ser catedrático de Física en el Conservatorio de Artes y Cosmografía en la Universidad Central de Madrid y miembro numerario de la Real Academia de las Ciencias Exactas, Físicas y Naturales. Fue premiado por la a en concurso público extraordinario por su Manual de Física general y aplicada á la Agricultura y á la Industria (1858). También fue autor de una Instrucción sobre pararrayos (1869). Falleció el 21 de junio de 1881.